# Gonimbrasia tirrhaea
Gonimbrasia tirrhaea är en fjärilsart som beskrevs av Jacob Hübner 1816. Gonimbrasia tirrhaea ingår i släktet Gonimbrasia och familjen påfågelsspinnare. Inga underarter finns listade i Catalogue of Life.